# Carolina (arbre)
Carolina (Populus deltoides) és un arbre de gran alçària; borrons grossos, d'uns 2,5 cm de llargada, i enganxosos. Fulles sense pèls, dures, rosades quan són joves, a la primavera; limbe gran, de 6 a 12 cm d'amplada, de forma amplament triangular; pecíol gruixut i aixafat.
Espècie nord-americana cultivada